# 查理斯·巴特曼
查理斯·巴特曼（英語：Charles W. Bateman，1928年1月4日—）是一位苏格兰演员，知名于在1958-1991年间的美国电视剧中的演出。他在《糊塗情報員》和肥皂剧《我們的日子》中出现过。